# Клейтон Конрад Андерсон
Клейтон Конрад Андерсон (англ. Clayton Conrad Anderson; нар. 23 лютого 1959, Омаха, штат Небраска, США) — американський інженер в галузі аерокосмічної техніки, астронавт США. Здійснив два космічні польоти. Здійснив шість виходів у відкритий космос.

## Освіта
- 1977 — закінчив середню школу «Ешленд Грінвуд Хай Скул» (англ. Ashland-Greenwood High School) Ешленд, штат Небраска.
- 1981 — закінчив Хастінгс-коледж (англ. Hastings College), в Хастінгс, штат Небраска, і отримав ступінь бакалавра наук в області фізики.
- 1983 — закінчив Університет штату Айова (англ. Iowa State University), отримав ступінь магістр наук в області аерокосмічної техніки.

## Професійна діяльність

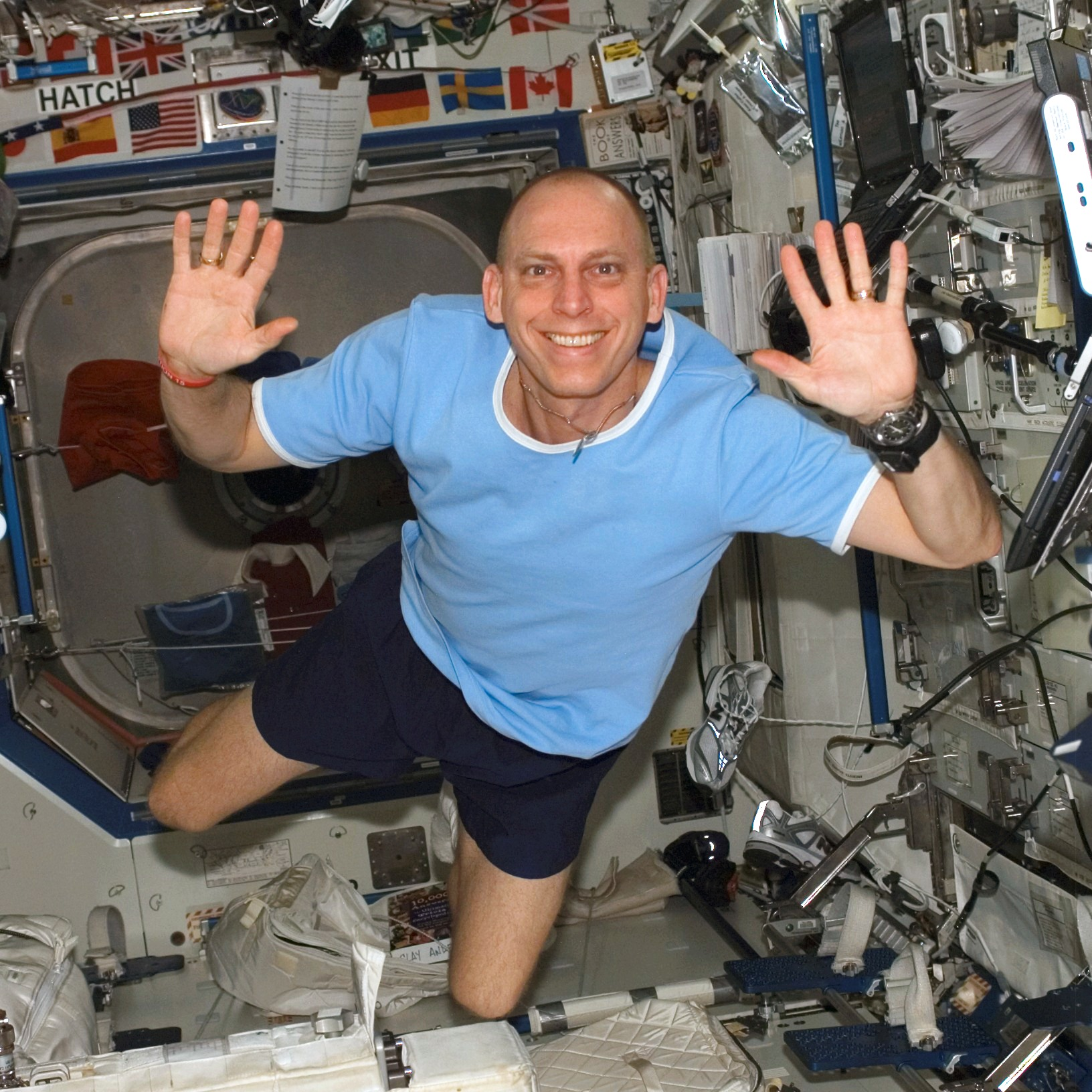
Андерсон в «Дестині» модуля Міжнародної космічної станції

- 1983 — почав працювати у Відділі планування та аналізу експедицій в Космічному центрі Джонсона, де брав участь у розрахунку траєкторій для польотів шатлів.
- 1988 — перейшов в Директорат управління польотами керівником групи розрахунку траєкторії для місії «STS-34» (висновок зонда «Галілео»), брав участь в забезпеченні польотів «STS-31» (висновок зонда «Магеллан»), «STS-37» (висновок гамма-обсерваторії) і "STS-46 "(висновок пов'язаного супутника).
- 1989 — призначений керівником секції стартових траєкторій, а після проведеної реорганізації — главою Відділення математичного забезпечення польотів Відділу планування польотів і динамічних операцій.
- 1993 — призначений начальником Відділу розрахунку польотів.
- 1996 — призначений керівником Центру надзвичайних ситуацій Х'юстона.

## Космічна підготовка
- Червень 1998 — зарахований до загону астронавтів НАСА як фахівець польоту. Пройшов повний курс загальної космічної підготовки.
- Серпень 1999 — отримав кваліфікацію «спеціаліст польоту», призначений у Відділ астронавтів НАСА.
- Листопад 2002 — пройшов підготовку до робіт у відкритому космосі.
- У процесі стандартної підготовки до космічних польотів працював оператором зв'язку з екіпажем під час польотів шатлів. Під час роботи 4-ї основної експедиції на МКС був у команді підтримки екіпажу, забезпечував астронавтів необхідною технічною інформацією й організовував переговори з членами сімей.
- Працював керівником розробки систем оповіщення та безпеки за проектом модернізації електронного устаткування кабіни управління шаттла.
- Грудень 2003 — призначений бортінженером дублюючого екіпажу 12-ї основної експедиції на МКС і одночасно — бортінженером основного екіпажу 14-ї основної експедиції на МКС спільно з Джеффрі Уїльямсом і Олександром Лазуткіним. У серпні 2005 р. А. Лазуткін з медичних міркувань був замінений на Михайла Тюріна. Пізніше через затримки польотів шатлів був виведений із цього екіпажу.
- Травень 2006 — призначений до складу дублюючого екіпажу 14-ї експедиції на МКС спільно з Пеггі Уїтсон і Юрієм Маленченко.
- Червень 2006 — призначений в основний екіпаж 15-ї основної експедиції на МКС. Повинен був стартувати на шатлі STS-118 у червні 2007, посадка передбачалася на шатлі STS-120 в грудні 2007.
- Квітень 2007 — у зв'язку зі зміною графіка польотів шатлів прийнято рішення про старт К. К. Андерсона у складі місії STS-117.

## Космічний політ
- 8 червня 2007 — стартував у космос як 5-й фахівець польоту у складі екіпажу експедиції «Атлантіс STS-117» і бортінженера-2 в екіпажі 15-ї основної експедиції МКС. Став 460-ю людиною і 292-м американцем в космосі.
- 10 червня 2007 — проведена стиковка шатлу з МКС.
- З червня по листопад 2007 працював у складі 15-ї основної експедиції спільно з Федором Юрчихиним і Олегом Котовим.
- Здійснив три виходи у відкритий космос:
  - 24 липня тривалістю 7 годин 41 хвилина для демонтажу резервуара аміаку.
  - 15 серпня тривалістю 5:00 27 хвилин для удосконалення комунікаційних систем станції.
  - 18 серпня тривалістю 5:00 02 хвилини для встановлення додаткового обладнання на ферму S1.
- 5 листопада — покинув МКС як 5-й фахівець польоту у складі екіпажу експедиції «Діскавері STS-120»
- 7 листопада 2007 — повернувся на Землю.

Тривалість польоту склала 151 добу 18 годин 24 хвилини 09 секунд, час знаходження у відкритому космосі 18 годин 10 хвилин.

### Другий політ
8 квітня 2010 — 20 квітня 2010 року — здійснив політ у космос як 5-й фахівець польоту у складі екіпажу експедиції «Діскавері STS-131» при місії до МКС.

## Цікаві факти
- За документами Клейтон Андерсон народився місті Омасі в Небрасці, але сам він своєю батьківщиною вважає місто Ешленд того ж штату.

## Нагороди та почесні звання
- Медаль «За заслуги в освоєнні космосу» (12 квітня 2011 p.) — за великий внесок у розвиток міжнародного співробітництва в галузі пілотованої космонавтики[3]
- 2004 — Почесний Доктор Хастінгс-коледжу